# Jeanette Chippington
Jeanette Clare Chippington (née Esling le 21 avril 1970) est une nageuse et kayakiste handisport britannique. Chippington représente la Grande-Bretagne à cinq reprises aux Jeux paralympiques d'été en tant que nageuse, en 1988 à Séoul, à Barcelone 1992, à Atlanta 1996, à Sydney 2000 et à Athènes 2004. Elle concourt dans la catégorie S6 sur le 50 m et le 100 m nage libre.
Après sa retraite, elle se tourne vers la canoë handisport, remportant une médaille aux Jeux paralympiques d'été de 2016.

## Enfance et éducation
Chippington est née Jeanette Clare Esling en 1970 à Taplow, en Angleterre. En 1982, elle contracte un virus qui entraîne des dommages à sa moelle épinière qui, à son tour, la laisse paralysée des deux jambes,. Elle se marie en 1998, quittant sa lune de miel pour concourir lors des Championnats du monde de natation handisport en Nouvelle-Zélande. Elle a deux enfants et travaille également en tant que maître-nageuse et entraîneuse.

## Carrière en natation handisport
Chippington commence à nager sur la recommandation de son physiothérapeute après sa maladie. Elle participe à sa première compétition majeure en 1985 et bien qu'elle nage les quatre nages, elle se spécialise dans le 50 m et le 100 m nage libre. En 1988, elle fait partie de l'équipe de Grande-Bretagne pour les Jeux paralympiques d'été de Séoul, qualifiée pour le 100 m dos et nage libre dans la catégorie L4. Là, elle termine à la deuxième place du 100 m nage libre, gagnant alors sa première médaille paralympique. Quatre ans plus tard aux Jeux paralympiques d'été de Barcelone, elle participe à six courses et remporte une médaille dans l'une, en bronze lors du relais 4 × 50 m quatre nages S1-6 avec Tara Flood, Margaret McEleny et Jane Stidever,.
Les Jeux de 1996 sont ses meilleurs Jeux avec cinq médailles remportées. Elle remporte deux médailles d'or en battant le record du monde les deux fois : dans le relais 4 × 100 m avec McEleny, Stidver et Jennifer Booth en 2 min 52 s 36puis sur le 100 m nage libre S6. Lors des séries, la Néo-zélandaise Jennifer Newstead bat le record du monde en 1 min 23 s 85, tandis que Chippington finit troisième des séries. Malgré la forte concurrence, Chippington remporte finalement la finale en 1 min 2 s 63 battant le nouveau record du monde établit la même journée. Elle termine les Jeux d'Atlanta avec une médaille d'argent au 50 m nage libre S6 et deux médailles de bronze au 200 m nage libre S6 et au relais 4 × 50 m quatre nages S1-6.
Aux Jeux de 2000 à Sydney, elle gagne quatre nouvelles médailles ; une médaille d'argent au relais 4 × 100 m quatre nages et trois médailles de bronze. Lors de ses derniers Jeux paralympiques en tant que nageuse est aux Jeux de 2004 à Athènes. Bien qu'elle ne fasse pas les temps requis pour se qualifié en individuel, Chippington remporte la médaille de bronze du relais 4 × 50 m nage libre S1-6.

## Carrière en canoë-kayak handisport
Chippington commence le canoë handisport après qu'un ami lui a proposé d'essayer. En 2013, elle remporte trois médailles d'or aux Championnats du monde 2013 à Duisbourg, mais décide de plutôt se concentrer sur le 200 m KL1 lorsqu'il est annoncé que seules les épreuves de kayak de sa catégorie seront incluses dans les épreuves des Jeux paralympiques d'été de 2016 à Rio. Aux Championnats du monde de 2015 à Milan, Chippington remporte l'or au 200 m KL1, lui permettant de se qualifier pour les Jeux de 2016 à Rio.
Chippington est nommée Membre de l'Ordre de l'Empire Britannique (MBE) lors des nominations du Nouvel An 2017 pour ses services au canoë-kayak.